# 幼なじみは大統領 My girlfriend is the PRESIDENT.
『幼なじみは大統領 My girlfriend is the PRESIDENT.』（おさななじみはだいとうりょう マイ・ガールフレンド・イズ・ザ・プレジデント）は、2009年10月30日にALcotより発売されたアダルトゲーム。
2010年8月13日にはコミックマーケット78にてファンディスク『幼なじみは大統領 My girlfriend is the PRESIDENT. ファンディスク』が発売され、同年10月29日には一般店頭でも発売された。なお、同年4月1日には『幼なじみは大統領ファンディスク 桜濱ユキノの消失』が2012年12月21日に発売されるという情報がALcot公式サイトに掲載されたが、これはエイプリルフールのデマである。
2011年にはJAST USAより英語版が発売された。

## 概要
本作はALcotの8作目に当たる作品である。オリジナル完全新作としては、Clover Heart's、Triptych、なつぽち、FairChild -フェアチャイルド-、ENGAGE LINKSに続く、第6作目となる。主要なヒロインの数は4人。ギャグシーンを中心としたドタバタコメディ的な内容となっている。作中には「これ、何てエロゲ?」、「何それ、おいしいの？」、「ですよね」など同人でもお馴染みのフレーズや、様々な作品のパロディが存在する。また、登場人物の台詞には「このゲームの攻略対象キャラは18歳以上だ」、「詳しくは（このゲームの）マニュアルを読め」など、世界観を考慮していないメタフィクション的な発言も存在する。

## あらすじ
平和な新本（にっぽん）でごく普通の生活を送っていた本堂純一郎がある朝目覚めると、隣に住む幼馴染の桜濱雪乃の家がアメリガのホ○イトハウスのようになっていた。しかも雪乃は、自分のことを新本の大統領だと言っている。
実は、地球との友好関係を築こうと宇宙からやってきた異星人の乗る船が謎の事故により首相官邸へ墜落したため、新本の首脳陣は全滅してしまったのだった。高度な科学技術を持つ宇宙人は首相たちを蘇生させる間の辻褄合わせのため、たまたま目に付いた雪乃を新本の国家元首に仕立て上げ、地球人たちがそのことに疑問を持たないよう洗脳したということらしい。しかし、その際に手違いが生じたため、新本は議院内閣制から大統領制になってしまったそうである。
どういうわけか洗脳の影響を受けず、以前の世界のことを記憶していた純一郎は自らも新本の副大統領として振る舞いながら、世界が元に戻るまでの間、奇妙な日常生活を送ることになる。

## 登場人物

### メインキャラクター
本堂 純一郎（ほんどう じゅんいちろう）
主人公。新本に暮らす普通の男子学生で、通っている学校では生徒会書記を務めている。宇宙人の洗脳によっておかしくなってしまった世界において、新本の副大統領を務めることになる。いまだに新婚さながらの熱愛ぶりである両親は夫婦水いらずの温泉旅行へ出かけてしまい、しばらく帰ってこない。宇宙人のせいでおかしくなる以前の世界のことを覚えている。性欲が豊富で、女の子にセクハラ的な発言をすることがある。しかし、本人はあくまで「紳士」として存在をアピールしようとしている。身体が頑丈で記憶力が高い。名前の由来は小泉純一郎。
実は生粋の地球人ではなく昔にヱゼキエルが墜落した時に死亡してしまい蘇生措置を受けたがその時は地球人の体の構造が分かっていないためとりあえずの再現は出来たが体が頑丈になる、キスをするとやたら強くなってしまう（簡単かつネタ風に言ってしまえばスーパーサイヤ人風になってしまう）体になってしまった。
桜濱 雪乃（おうはま ゆきの）
声：立花あや
身長：157cm、誕生日：2月17日、血液型：O型
純一郎の隣の家に住んでいる幼馴染で、彼のことを「純くん」と呼ぶ。通っている学校では純一郎のクラスメイトで、生徒会長を務める。成績は優秀でスポーツも万能。両親は共に境界なき医師団のメンバーであり、海外で働いているため、現在一人暮らし。宇宙船が墜落してしまったことにより全滅してしまった新本首脳陣に代わり、大統領に仕立て上げられた。無邪気でいつも元気いっぱいだが、演説中に噛むなどドジなところがある。しかし、その愛くるしさから国民の支持率は高い。純一郎の世話を焼くのが好きだが、料理は大の苦手。名前の由来はバラク・オバマ。
イリーナ・ウラジーミロヴナ・プチナ
声：海原エレナ
身長：160cm、誕生日：10月7日、血液型：O型
大国ルシアの大統領を務める少女。雪乃とは違い、宇宙人がやってくる以前から現役の大統領だった。純一郎と同じく、おかしくなる以前の世界を記憶している。気が強く武道の心得もあり、料理も得意。新本へは会談のためにやってきたが、そこで出会った純一郎と意気投合し、彼と同じ学校へ転入してクラスメイトとなる。実は会談を行う前夜に純一郎と出会っており、テロリストの騒動から救った彼に一目惚れした。純一郎からは「イリーナ」、雪乃からは「プーちん」と呼ばれるが、その名で呼ばれると怒る。静電気を溜め込みやすい体質により、携帯電話はおろか携帯ゲーム機など電子機器の類は壊れてしまうため、持つことができない。名前の由来はウラジーミル・プーチン。頭の大きな赤いリボンにてポニーテールにしている。
彼女も生粋の地球人ではなく、純一郎とは違い蘇生ではなく改造された。静電気体質は彼女のルートの最後では自由にコントロールできるようになった（簡単かつネタ風に言ってしまえばうる星やつらのラムようになった）
中の人などいない! トーキョー・ヒーロー・プロジェクトにおいて本人として登場しており、オオタ・ヒーロー『雷帝 -ライトニング-』として活動している。どうやらその活動は彼氏から反対されているらしい。特定のルートでは登場し、協力してくれる。『彼氏がいる事、新本にいること、電気をコントロールできる事』を考えると彼女のルート後の世界である可能性が高い。
ヱゼキエル
声：みる
身長：145cm、誕生日：3月9日、血液型：――
宇宙人クー・リトルリトルが使用する航宙船。愛称はエル。人間の少女の姿へ変身できるため、大統領府「スノーハウス」において純一郎や雪乃たちのボディーガードを務める。冷静沈着かつ理知的な性格で、職務には真面目で忠実。しかし、恋愛事をはじめとした人間的な感情については発展途上で、純一郎とは距離を取るような行動が目立つ。純一郎と雪乃の通う学園にも生徒として入り、2人のクラスメイトとなる。イリーナと初めて接触したときは体質に驚いたが、今では慣れてしまい、気持ちが良いらしい。名前の由来はエゼキエル。
三芳 蘭（みよし らん）
声：柏さくら
身長：165cm、誕生日：5月17日、血液型：AB型
純一郎や雪乃より1歳上の幼馴染で、同じ学校の生徒。面倒見の良い姉貴分。純一郎、雪乃、イリーナ、エルのことをそれぞれ「純ちゃん」「ゆきのん」「プーちん」「エルりん」と呼び、純一郎と雪乃からは「蘭姉ちゃん」と呼ばれている。親元を離れ、中華料理店で下宿して働きながら学校に通っている。料理が上手で、純一郎らのご飯を作ることもある。スノーハウスでは大統領の雪乃のサポートを担当する、首席補佐官を務める。純一郎の初恋の相手。

### サブキャラクター
クー・リトルリトル
声：青葉りんご
知的生命体たちにより構成された「大銀河連邦」の命令により、国交樹立のために地球へやってきた宇宙人。地球人と姿が酷似しているメフィラス＝ポテフ第7白色彗星人であるため、全権大使として派遣された。外見は小学生のようなロリ娘だが、高い知力を持つ科学者。エルの生みの親でマスター（主人）。尊大な性格で、語頭に「妾（わらわ）は」、語尾に「じゃ」を付けるといった王侯貴族のような話し方をする。事故により新本の政治システムを壊滅させてしまい、現在の世界観になるよう人々の記憶を洗脳した張本人（本人いわく「ま、いっか」）。現在はスノーハウスの中で医師として活動し、研究所で仮死状態にある本当の政治家を蘇生している。しかし、仕事を放棄してゲーム『スペースランカー』で遊ぶなど、不真面目な一面も見せることもある。名前の由来はク・リトル・リトル。
中の人などいない! トーキョー・ヒーロー・プロジェクトにおいて良く似た容姿の『天元 ルイ』が登場するが特に血縁関係は無いと思われる。
クオン
声：韮井叶
イリーナの秘書兼メイドを務めるルシア人の少女。イリーナのことを異常に敬愛しており、彼女へ不純な動機で近づく者には容赦なく銃口を向ける危ない人。御子柴 久遠（みこしば くおん）という名で純一郎たちの学校へ転入し、蘭と同じクラスになる。胸の話になると敏感で、純一郎へ銃を向けることもしばしば。
ヱレミヤ
声：成瀬未亜
エルの姉に当たる航宙船。愛称はレミ。妹のエルよりも人間形態時の身長が低いことを気にしている。体験版には登場しない。一人称は「レミ」で、語尾の「ですの」が口癖。名前の由来はエレミヤ。
エルルートでは敵対しエルとバトルを繰り広げるがそのバトルはほぼスクライドネタである。
森田（もりた）
声：野村勝人
純一郎の友人の男子生徒。学校では生徒会副会長を務めている。おかしくなってしまった世界では情報長官に就任する。理知的で頭は良いが、極度のギャルゲーファンで現実の女の子には興味がない。純一郎が学校で生徒会書記に就任しているのは、森田の推薦によるものである。ルートによっては出世したりと、サブキャラでも目立つ存在。
ヨーゼフ・相馬（そうま）・メレンゲ
声：多富満
純一郎の学校の教師。ロウマ法王のような司祭服を着ており、片言の日本語を話す。体験版には登場しない。怒ると目が光って顔が怖いという理由で、生徒たちからは着任早々「ゾウマ先生」と名付けられた。純一郎を目の敵にしており、学校でいちゃついていたりすると必ず現れて「不純異性交遊はダメです」と注意するものの、ほとんど相手にされない。しかし、もてない男子生徒からの信頼は厚い。その強烈なキャラ設定のため、公式人気投票「幼なじみは大統領 大統領選挙」においてはヒロイン勢を抜き、第1位となった。名前の由来はヨーゼフ・メンゲレ。
西園寺（さいおんじ）
声：一条和矢
蘭が働いている中華料理店の店長。外見はパンダそのものであるが、洗脳の影響により純一郎とイリーナ以外はその異変に気づかない。男の道を行くハードボイルドな口調で話す。その正体は、パンダに寄生する（西園寺いわく「瀕死のパンダと波長が合った」）憑依型宇宙人。地球人へ友好的な考えを持っているのはクーと同等だが、種族間で方針が異なるらしく、互いに良くは思っていない様子。今回のクーの騒動を収拾するために雪乃を狙うが、純一郎に完敗する。警戒はされるものの、クーの任務を受け入れた。正式名称はサイオン.GP（- ドット ジーピー）。
温泉タスクフォース
新本の軍隊。とあることから純一郎の配下になる。

## スタッフ
- 原画：仁村有志、ひさたけ、蒼魚真青
- シナリオ：宮蔵、空下元、時乃

## 主題歌

### 幼なじみは大統領
オープニングテーマ「ロケットラブパニック!」
歌：真理絵 / 作詞・作編曲：中山真斗（Elements Garden）
- 2番の歌詞の最後には、オバマが大統領選挙時に使用していたフレーズ「Yes We Can」が入っている。

エンディングテーマ「アンコール」
歌：真理絵 / 作詞・作編曲：中山真斗（Elements Garden）
イメージソング「LOVE コンプレックス」
歌：PRESIDENTS（雪乃・イリーナ） / 作詞：RUCCA / 作編曲：中山真斗（Elements Garden）
エル&レミイメージソング「Family Bond」
歌：航宙船ヱゼキエル&航宙船ヱレミヤ / 作詞：中山♥マミ（Angel Note） / 作編曲：椎名俊介（Angel Note）

### 幼なじみは大統領 ファンディスク
オープニングテーマ「ドラマティック・パレード」
歌：立花あや / 作詞・作編曲：中山真斗（Elements Garden）

## 日本国外での反響
ハリウッド映画の予告編風に流れる英語のナレーションや日本語字幕の付いたトレーラームービーが作成されたが、ALcotの許可を得ずにYouTubeへ転載され、大きな反響が起こった。ALcot公式サイトへはアメリカ、フランス、イギリス、ロシアといった各国からアクセスが集中し、重くなるほどであったとスタッフは語っている。

## 関連商品
- ALcot official book vol.18 プレジデンツ（2009年8月14日「コミックマーケット76」にて発売、500円）
- 幼なじみは大統領 キャラクターソングCD『THE PRESIDENTS』（2009年8月14日「コミックマーケット76」にて発売、1500円）
- 幼なじみは大統領 オリジナルサウンドトラック（2009年12月29日「コミックマーケット77」にて先行発売、2010年1月22日一般発売、3000円）